# Itoplectis lissus
Itoplectis lissus là một loài tò vò trong họ Ichneumonidae.